# 12184 Trevormerkley
12184 Trevormerkley è un asteroide della fascia principale. Scoperto nel 1975, presenta un'orbita caratterizzata da un semiasse maggiore pari a 2,2528172 au e da un'eccentricità di 0,1268501, inclinata di 7,85941° rispetto all'eclittica.